# Menozziola camponoti
Menozziola camponoti är en tvåvingeart som beskrevs av Schmitz 1934. Menozziola camponoti ingår i släktet Menozziola och familjen puckelflugor. Inga underarter finns listade i Catalogue of Life.